# Russell Latapy
Russell Nigel Latapy (Port of Spain, 2 de agosto de 1968) é um ex-futebolista e treinador de futebol trinitário que atuou como meio-campista. Atualmente está sem clube.

## Carreira em clubes
Nascido em Port of Spain, Latapy jogou na Liga de Futebol da Escola Secundária de Trinidad e Tobago ainda na juventude e, aos 19 anos, esteve próximo de estudar na Universidade Internacional da Flórida, mas preferiu continuar no futebol, decisão apoiada pela mãe do jogador. Entre 1987 e 1990 defendeu Trintoc (renomeado United Petrotrin em 1992 e extinto em 2009) e Port Morant United antes de seguir para Portugal, onde atuou por Académica, Porto e Boavista, tendo obtido maior destaque por estes últimos - foi bicampeão nacional e venceu uma Supertaça Cândido de Oliveira, em 1994 como jogador dos Dragões, além de ter conquistado uma Taça de Portugal e outra Supertaça pelos Axadrezados. Pelo Porto, o Pequeno Mágico (apelido pelo qual era conhecido) tornou-se o primeiro jogador trinitário a disputar a Liga dos Campeões da UEFA.
Seria na Escócia que o meia jogou por mais tempo, vestindo as camisas de Hibernian, Rangers, Dundee United e Falkirk entre 1998 e 2009, quando voltaria a Trinidad e Tobago para defender o Caledonia AIA em 6 jogos antes de encerrar a carreira pela primeira vez.
Em outubro de 2011, retornou aos gramados aos 43 anos de idade para assinar com o Edinburgh City (equipe da quarta divisão escocesa), onde jogaria uma única partida pela Copa nacional, frente ao Irvine Meadow.

## Carreira de treinador
Com a carreira de jogador encerrada pela primeira vez, Latapy foi anunciado como auxiliar na seleção de Trinidad e Tobago, assumindo o comando técnico depois da saída do colombiano Francisco Maturana, em abril de 2009. Permaneceria no cargo até janeiro de 2011.
Trabalhou ainda como auxiliar-técnico no Boavista e no Inverness CT antes de voltar à comissão técnica dos Soca Warriors em 2017. Em abril de 2019, foi anunciado como novo técnico da seleção de Barbados, assinando contrato por 2 anos.
Seu último trabalho foi como auxiliar-técnico no Macarthur, equipe da A-League australiana, entre junho de 2022 e janeiro de 2023.

## Carreira internacional
A estreia de Latapy na seleção de Trinidad e Tobago foi em outubro de 1988, num empate sem gols com Honduras, pelas eliminatórias da Copa de 1990, fazendo parte da equipe conhecida como Strike Squad que precisava apenas de um empate com os Estados Unidos para conquistar a vaga, mas perdeu por 1 a 0. Em 2001, após envolver-se em polêmicas extracampo enquanto atuava no Hibernian, foi excluído das convocações por 4 anos, juntamente com Dwight Yorke, o principal jogador da equipe.
Em 2005, após pedidos de Yorke e do então vice-presidente da FIFA, Jack Warner, o Pequeno Mágico retornaria à seleção na partida com a Guatemala, marcando um dos gols na vitória por 3 a 2. Ele ainda disputou 5 jogos (3 pelas eliminatórias e as partidas da repescagem contra o Bahrein) na campanha que levou Trinidad e Tobago à Copa do Mundo FIFA de 2006. Aos 37 anos e dez meses, Latapy foi o jogador de linha mais velho e o segundo jogador mais velho da competição, mais novo apenas que o tunisiano Ali Boumnijel. O meia atuou apenas na partida contra o Paraguai, quando a seleção caribenha foi derrotada por 2 a 0 e caiu na primeira fase,[carece de fontes?] não tendo feito nenhum gol. Mesmo assim, os jogadores e a comissão técnica foram recebidos como heróis na volta ao país, e em reconhecimento, cada integrante recebeu a Medalha Chaconia em ouro (segunda maior honraria destinada pelo governo) e 1 milhão de dólares trinitários (na época, 160 mil dólares americanos).

## Títulos
Porto
- Primeira Liga: 1994–95, 1995–96
- Supertaça Cândido de Oliveira: 1994

Boavista
- Taça de Portugal: 1996–97
- Supertaça Cândido de Oliveira: 1997

Hibernian
- Scottish Football League First Division: 1998–99

Rangers
- Copa da Liga Escocesa: 2001–02

Falkirk
- Scottish First Division: 2004–05
- Scottish Challenge Cup: 2004–05

Trinidad and Tobago
- Copa do Caribe: 1992, 1996

### Individuais
- Futebolista do Ano em Trinidad e Tobago: 1989, 1996[20]
- Jogador do mês da Scottish Premier League: Agosto de 2006[21]
- Jogador do ano da Scottish Football League First Division: 1998–99, 2004–05
- Jogador do mês da Scottish Football League First Division: Abril de 2005
- Jogador do ano do Hibernian: 1998–99, 1999–2000
- Medalha Chaconia de ouro: 1989 (desempenho nas eliminatórias para a Copa de 1990), 2006 (classificação para a Copa de 2006)
- Medalha Hummingbird de ouro: 1996 (contribuição ao esporte)
- Personalidade esportiva do ano pelo Edinburgh Evening News: 1999
- Personalidade esportiva do ano pelo Comitê Olímpico de Trinidad e Tobago: 2000